# Casimir et Caroline
 (avril 2015).
Si vous disposez d'ouvrages ou d'articles de référence ou si vous connaissez des sites web de qualité traitant du thème abordé ici, merci de compléter l'article en donnant les références utiles à sa vérifiabilité et en les liant à la section « Notes et références ».
Casimir et Caroline est une pièce de théâtre allemande écrite par Ödön von Horváth en 1932. Elle s'inscrit dans le genre de la comédie populaire, genre important en Allemagne à l'époque. Elle traite de la crise de 1929 et de la façon dont elle est ressentie par le peuple, durant la célèbre fête de la bière, l'Oktoberfest de Munich.

## Résumé
Casimir est un chauffeur de voiture, tout juste licencié, allant à la fête de la bière avec sa fiancée Caroline. Cette dernière souhaite s'amuser, mais pas lui. Il est subjugué par la perte de son boulot et ne souhaite pas festoyer. Un conflit éclate entre eux, et chacun fait son chemin durant cette fête. Durant la pièce, ils vont se retrouver par moments pour se réconcilier, mais à chaque fois, il y a un retour en arrière, et ils se séparent à nouveau.
Arrêtée à un stand de glace, Caroline fait la connaissance de Schürzinger, qui tombe amoureux d'elle. Elle rencontre également le directeur général Rauch, et le juge Speer, deux vieux messieurs pervers et vicieux, qui souhaitent profiter d'elle "érotiquement et dès cette nuit" comme le dit Schürzinger. Après une violente dispute avec son ami Speer, Rauch réussit à emmener Caroline dans sa voiture, pour aller à Altötting afin de pouvoir enfin asseoir ses envies, en effet Caroline est obsédée par cette ville. Sur le chemin, ils ont un accident et Caroline sauve la vie du vieil homme. Au centre de secours, ils apprennent tous les deux que Speer a été agressé et a la mâchoire brisée. Rauch retourne avec son ami, et méprisant Caroline, il la laisse tomber.
Dans le même temps, Casimir erre de stand en stand afin de séduire, en vain, des jeunes femmes, accompagné d'un criminel de bas étage, l'escroc Merkel Franz, et de sa compagne qu'il bat tous les jours, Erna. Tous ivres, ils essaient de voler dans les voitures en les cassant, mais Merkl Franz est arrêté et emmené.
Casimir et Erna restent ensemble sur un banc de parc. Caroline les rejoint et tente de s'excuser auprès de Casimir, mais celui-ci la rejette.
Casimir finit avec Erna, Caroline avec Schürzinger, mais durant cette soirée, ils finiront tous les deux avec quelqu'un dont ils ne sont pas amoureux, le premier pour avoir été colérique, la seconde pour avoir voulu s'intégrer dans la haute société.

## Critique
Casimir et Caroline est une critique de la société.

« Le thème dramatique fondamental de toutes mes pièces est l'éternel combat entre le conscient et le subconscient. »